# Michael McDonald (ator)

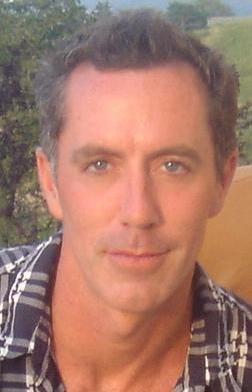
Michael McDonald, em 2010

Michael James "Mike" McDonald (Fullerton, 31 de dezembro de 1964 (60 anos)) é um ator americano, mais conhecido por ter feito parte do elenco do MADtv.